# Acacia duriuscula
Acacia duriuscula — вид квіткових рослин з родини бобових. Ареал: Австралія (Західна Австралія).

## Середовище проживання
Зазвичай розташований серед гранітних відслонень і на рівнинах, на піщаних або піщано-суглинистих гранітних ґрунтах.

## Біоморфологічна характеристика
Цей прямовисний смолистий кущ або дерево зазвичай досягає висоти від 0.7 до 3 метрів і має голі гілочки. Вічнозелені шкірясті голі філодії мають лінійну або лінійно-еліптичну форму та прямі або неглибоко загнуті, 1.5–9.5 см завдовжки й від 1 до 4 мм ушир і мають багато тісно розташованих паралельних жилок із середньою жилкою, яка є трохи більш очевидною. Цвіте з липня по жовтень і дає жовті квітки.